# もののけ荘のニートども
『もののけ荘のニートども』（もののけそうのニートども）は、U-temoによる日本の漫画。『COMIC メテオ』（フレックスコミックス）において、2014年2月5日から2015年8月12日まで連載された。話数の単位は「第○○話」。全3巻。

## 作品概要
アパート「もののけ荘」の人間ともののけのニートの住人たちの掛け合いを描くコメディ作品。『ダ・ヴィンチ』（KADOKAWA メディアファクトリー）とniconico主宰の「次にくるマンガ大賞 2015」において、「本にして欲しいWebマンガ」部門で6位に入賞した。1巻発売時には、品川駅や阪急梅田駅では同作のポスターを掲出され、2巻発売時にはJRなどの主要駅に作中に登場する高校の入試問題をイメージしたポスターが掲出された。

## 登場人物

### もののけ荘の住人
高野（たかの）
妖狐の女性。21歳。部屋は202号室。
実家で九尾を継ぐことを嫌がっている。本人は否定しているが、親や萌を始めとするもののけ荘の住人達から「ニート」と言われている。
萌（もえ）
天使の女性。19歳。部屋は203号室。
外見は金髪碧眼で巨乳の美少女（高野談）だが重度のひきこもりで、外に出てから数分で吐き気を催すほど。高校に行かず、ひきこもっている様子を見かねた両親に「自立させるために一人暮らしをさせる」と追い出され、もののけ荘に引っ越してきた。
真弓（まゆみ）
浪人生の座敷童子。姓は「倉敷」。20歳。部屋は101号室。
甘粕（あまかす）
人間の男性。21歳。部屋は201号室。
水色（みずいろ）
キョンシー。17歳。不登校気味の女子高生。部屋は103号室。額に貼られている札の文字は「シカバネ」と逆さまに書かれている事が多いが、本人の感情や状況で書かれている文字が変化する。
まとめブログの管理人をしている。
文太郎（ふみたろう）
球体関節人形。18歳。男子高生。部屋は102号室。

### その他の登場人物
悪魔
悪魔の女性。萌の知人で、彼女から「あーちゃん」と呼ばれている。
森永
ユニコーンの男性。もののけ荘の元住人。会社員。
ジュリエット
ジャッカロープの女性。20歳。大学生。
合コンで出会った甘粕に一目惚れをして、彼のストーカーをしている。

## 単行本
1. 2015年1月10日発売、ISBN 978-4-593-85798-2
2. 2015年2月12日発売、ISBN 978-4-593-85800-2
3. 2015年8月12日発売、ISBN 978-4-593-85814-9